# Závody ve sportovním lezení
Závodní lezení (užívaná synonyma: sportovní lezení, soutěžní lezení) jsou závody ve sportovním lezení, což je forma volného lezení. Od roku 2020 se sportovní lezení objeví na letních olympijských hrách a od roku 2018 na letních olympijských hrách mládeže. Se závodním lezením se v masovém měřítku začalo v 60. letech 20. století. V Sovětském svazu se již v roce 1960 pořádaly závody v lezení, při nichž se hodnotil čas. První závody v lezení na obtížnost s mezinárodní účastí probíhaly na skalách hlavně ve Francii a Itálii.
Světový pohár ve sportovním lezení je pořádán každoročně od roku 1989. Lezecké cesty bývaly vytyčené postupovým jištěním nebo ohraničené páskou, pro závody byly do skály navrtávány nové dosud nelezené cesty, někdy byly také upraveny nebo vysekány nové chyty. Postupně s ohledem na množství lidí, ochranu přírody, stabilní počasí a stále se zvyšující výkonnost lezců se závody přesunuly na umělé stěny. Historie tohoto sportu na území Česka není dosud komplexně zmapována, výsledky lze najít ve starších časopisech (především Montana), s vývojem Internetu pak na stránkách Lezec.cz (první On-line zpravodajství ve světě vůbec – přes mobilní telefonáty s reprezentantem a mistrem světa Tomášem Mrázkem), postupně pak také na stránkách Českého horolezeckého svazu. Videa je možno zhlédnout na stránkách IFSC.TV či na kanálu IFSCchanel na YouTube.
U rychlosti se v posledních letech závodí na tzv. standardní (certifikované) 15metrové (případně i 10metrové) trati. Na této stěně se započítává světový rekord, který v roce 2014 u mužů činil 5,60 sekund, držitelem je Danijil Boldyrev z Ukrajiny. Z žen je držitelkou Julija Kaplinová z Ruska s časem 7,70 sekundy z roku 2015. Některé menší závody probíhají venku (zejména bouldering) až po ty největší i s mezinárodní účastí. V Česku mezi ně patří Petrohradské padání a Mejcup, ve světě je to například Melloblocco v Itálii. Na první světové závody jezdilo i mnoho slavných horolezců. Mezi ně patřil Stefan Glowacz nebo Lynn Hill, postupně však se sportovním lezením přestali a dále se věnovali lezení ve skalách nebo horách.
Postupně (po závodech Sportroccia, 1985–1989) se začalo pořádat také mistrovství světa ve sportovním lezení (od roku 1991) a mistrovství Evropy (od roku 1992), které se střídají zpravidla po dvou letech. Mistrovství Asie je pořádáno každoročně od roku 1993. Mezi další nejvýznamnější závody patří závody třídy Masters jako Arco Rock Master a Mellobloco, kam jsou zváni aktuálně nejlepší lezci. Obdobný systém od národních závodů po mistrovství světa funguje také u závodů juniorů a mládeže (viz Evropský pohár juniorů ve sportovním lezení), nebo u vysokoškolských studentů (viz Akademické mistrovství Evropy ve sportovním lezení).
Mezi nejúspěšnější české závodníky patří Milan Benian, Tomáš Mrázek (obtížnost), Adam Ondra (obtížnost a bouldering), Libor Hroza, Jan Kříž (rychlost), Jitka Mázlová, Lucie Hrozová, Jiří Pelikán (ledolezení), Martin Stráník (bouldering), Věra Kotasová-Kostruhová (zejména bouldering) a Silvie Rajfová (bouldering).

## Disciplíny v závodním lezení
- Obtížnost (O) / Lead (L) – nejstarší disciplína světového poháru

- Rychlost (R) / Speed (S) – divácky atraktivní atletická disciplína

- Bouldering (B) – nejmladší silově technická disciplína

- Duel – exhibiční paralelní lezení dvou závodníků na čas

- Kombinace – součet bodů za umístění v několika disciplínách

- High Jump – novinka, skok do chytů, má nejblíže k boulderingu

- Ledolezení (zimní disciplíny) obtížnost a rychlost – této disciplíně se více věnuje také stránka Drytooling

## Systém národních a světových závodů
V České republice závody probíhají na umělých lezeckých stěnách i v přírodě. Na umělých stěnách organizuje komise soutěžního lezení Českého horolezeckého svazu každoročně Český pohár a MČR (obtížnost, rychlost, bouldering, ledolezení (obtížnost a rychlost)) zpravidla ve všech disciplínách. Na tyto závody navazuje Světový pohár, Mistrovství světa a Mistrovství Evropy. Pro přípravu mladých talentů organizuje komise soutěžního lezení ČHS, Český pohár mládeže a Mistrovství České republiky mládeže (obtížnost a rychlost), pro začínající lezce pak pohár U14 (obtížnost), v dřívějších letech nazývaný Tendon cup a předtím Lanex cup. Na tyto závody pak ve světě navazuje Evropský pohár juniorů, MS juniorů a ME juniorů. Děti a mládež závodí pouze na obtížnost a rychlost s ohledem na dospívání a zdraví, v boulderingu méně často. Ledolezení (lezení s cepíny) na obtížnost či rychlost je zatím disciplínou dospělých.
Sportovní lezení bylo v roce 2017 již počtvrté také na Světových hrách a od roku 2013 je mezi kandidáty na nový olympijský sport na LOH 2020 v Tokiu. Obdobně ledolezení bylo zařazeno jako ukázkový sport na programu ZOH 2014 v Soči a ZOHM 2016 v Lillehammeru, pravděpodobně se objeví jako nový zimní olympijský sport na ZOH 2022 v Pekingu.
IFSC (sportovní lezení: lezení na obtížnost, lezení rychlost a bouldering), UIAA (ledolezení) a Český horolezecký svaz (tuzemské závody), také sestavují závodní kalendář a průběžný světový i český žebříček v uvedených disciplínách – tzv. ranking, kam se mimo závody SP nebo ČP započítávají někdy také další významné závody jako Mistrovství světa..

## Pravidla závodů
Pravidla závodů se liší dle kategorií závodů a dle světových či národních disciplín. Mezi nejdůležitější pojmy patří, nominace závodníků pro světové závody a závody Masters (dosažené výsledky, postupový klíč a maximální počet závodníků z jednotlivých zemí nebo kontinentů). Bodování a počítání Rankingu (týká se také národních závodů). V průběhu závodu pak izolace závodníků před startem a styl lezení během jednotlivých závodních kol (obtížnost i bouldering lze lézt systémem OS, flash, nebo s možností nacvičování cest), startovní a postupový klíč v daném závodě a disciplíně (počet semifinalistů a finalistů se liší v obtížnosti nebo boulderingu a u mužů či žen, nebo v závislosti na počtu účastníků; probíhá-li kvalifikace ve skupinách, postupuje část nejlepších z každé skupiny; rychlost se po kvalifikaci leze systémem vyřazovacího pavouka); vedlejší kritéria pro určení vítězů (čas, nebo výsledky z minulých kol); podmínky ukončení pokusu v cestě (necvaknutí postupového jištění, lezení mimo vyznačenou zónu, nepovolená pozice, předčasný start, atd.); maximální časový limit na danou cestu v obtížnosti (6 minut v kvalifikaci a 8 minut v semifinále a finále). U obtížnosti se počítá nejvyšší dosažený (kontrolovaně držený) chyt. Chyty jsou od země vzestupně očíslovány, při pohybu z chytu se přidává znaménko plus. Poslednímu (bodovanému či nejvíce bodovanému) chytu se říká Top, cesta ale končí zapnutím posledního postupového jištění (expresky). U rychlosti se měří čas od startu po dosažení Topu (tlačítka). Startuje se z nášlapů, které hlídají předčasný start. U boulderingu se hodnotí počet topů a pokusů na Top a počet zón a pokusů na Zónu (Bonus), Zóna je označená první část cesty (boulderu) u některých (menších) závodů jsou Topy a Zóny obodovány, nebo jsou bodovány všechny chyty se zvýhodněním za Top.

## Závodní trenéři vČesku
Mezi první oficiální trenéry patřila např. Helena Lipenská, která měla zkušenosti z mezinárodních závodů a spolupracovala také se svým tehdejším partnerem Tomášem Mrázkem, později založila vlastní trenérskou školu v Brně. Výborných trenérských úspěchů dosáhl také Libor Hroza st. - otec dvou našich vynikajících světových závodních lezců a medailistů Libora Hrozy ml. a Lucie Hrozové. Z domácích lezců patří mezi další osobnosti českého tréninku také Rudo Tefelner, autor dvou dílů publikace Trénink sportovního lezce, nebo Jan Kareš, několikanásobný světový rekordman ve shybech a majitel fitstudia v centru Prahy. V zahraničí se prosadil český Mistr Evropy a Vicemistr světa v lezení na obtížnost z roku 2013 Libor Hroza, který trénuje kanadskou reprezentaci a závodníky v USA.
Český horolezecký svaz má systém školení trenérů a systém trenérských licencí akreditovaných MŠMT, od roku 2015 jsou v ČR evidováni 3 trenéři sportovního lezení licence A (Eliška Karešová, Helena Lipenská a Tomáš Binter st.) a 10 trenérů sportovního lezení licence B.

## Stavěči cest
Viz samostatný článek Stavěč cest.

## Výsledky mezinárodních závodů

### Olympijské hry
- viz článek sportovní lezení na letních olympijských hrách – od roku 2020
- viz článek sportovní lezení na letních olympijských hrách mládeže – od roku 2018
- ledolezení na ZOH pravděpodobně od roku 2020

### Světové hry
- viz článek Sportovní lezení na světových hrách (2005–2017)

### Mistrovství světa

#### obtížnost
- 2016, Paříž (Francie):
- 2014, Gijon (Španělsko): 1. Adam Ondra (CZE) a Kim Ča-in (KOR); ve finálové šestadvacítce 23. Iva Vejmolová (CZE); 34. Edita Vopatová (CZE); 36. Eliška Vlčková (CZE); 46. Tomáš Binter ml. (CZE); 57. Martin Jech (CZE); 58.-60. Jan Jeliga (CZE); z 74 závodníků a 49 závodnic[22]
- 2012, Paříž (Francie): 1. Jakob Schubert (AUT) a Angela Eiter (AUT); 3. Adam Ondra (CZE), 39. Tereza Svobodová, 57. Tomáš Binter ml., 79. Petr Čermák, 81. Michal Rožek, 102 mužů a 65 žen .[23]
- 2011, Arco (Itálie) obtížnost: 1. Ramón Julián Puigblanque (ESP) a Angela Eiter (AUT); 3. Adam Ondra (CZE), 26. Tereza Svobodová, 43. Lucie Hrozová, 79. Petr Čermák, 91. Tomáš Binter ml., 100. Stanislav Pekárek, 123. Martin Klemsa, 130 mužů a 73 žen.[24][25]
- 2009, Xining (Čína): 1. Patxi Usobiaga Lakunza (ESP) a Johanna Ernst (AUT); 2. Adam Ondra (CZE); 18. Tomáš Mrázek (CZE); 27. Lucie Hrozová (CZE)[26]
- 2007, Avilés (Španělsko): 1. Ramón Julián Puigblanque (ESP) a Angela Eiter (AUT); 3.-5. Tomáš Mrázek (CZE); 29.-30. Martin Stráník (CZE)[27]
- 2005, Mnichov (Německo): 1. Tomáš Mrázek (CZE) a Angela Eiter (AUT); 31. Soňa Hnízdilová (CZE); 32.-33. Václav Malina (CZE); 48.-49. Nelly Kudrová (CZE); 56. Kateřina Chudobová (CZE); 63. Jan Zbranek (CZE); 116 mužů a 68 žen
- 2003, Chamonix (Francie): 1. Tomáš Mrázek (CZE) a Muriel Sarkany (BEL); 15.-16. Soňa Hnízdilová (CZE); 28. Tereza Kysilková (CZE); 36.-37. Lucie Rajfová (CZE); 38.-39. Helena Lipenská (CZE); 55.-58. Martin Fojtík (CZE); 69.-71. Pavel Kořán (CZE); 87 mužů a 54 žen
- 2001, Winterthur (Švýcarsko) obtížnost: 1. Gérome Pouvreau (FRA) a Martina Čufar (SLO); 2. Tomáš Mrázek (CZE); 25. Lenka Trnková (CZE); 43.-48. Petr Solanský (CZE); 62.-63. Jiří Lautner (CZE);  mužů a 52 žen [28]
- 1999, Birmingham (GBR): 1. Bernardino Lagni (ITA) a Liv Sansoz (FRA); 14.-15. Pavel Kořán (CZE); 20. Michal Ciencala (CZE); 20. Věra Kotasová-Kostruhová (CZE); 38. Marek Havlík (CZE); 43.-51. Jitka Kuhngaberová (CZE); 43.-51. Lenka Trnková (CZE); 86 mužů a 68 žen
- 1997, Paříž (Francie): 1. François Petit (FRA) a Liv Sansoz (FRA); 16. Barbara Stránská (CZE); 18. Marek Havlík (CZE); 23. Pavel Kořán (CZE); 27. Jitka Kuhngaberová (CZE); 31. Alexandra Holková (CZE); 33. Eva Smejkalová (CZE); 41. Roman Štefánek (CZE); 41. Lucie Loudová (CZE); 60. Milan Benian (CZE); 67. Karel Černý (CZE); 89 mužů a 42 žen
- 1995, Ženeva (Švýcarsko): 1. François Legrand (FRA) a Robyn Erbesfield (USA); 9. Marek Havlík (CZE); 11.-13. Barbara Stránská (CZE); 42. Milan Benian (CZE); 53.-55. Pavel Kořán (CZE); 62. Filip Šilhán (CZE); 79 mužů a 47 žen
- 1993, Innsbruck (Rakousko): 1. François Legrand (FRA) a Susi Good (SUI); 22. Barbara Stránská (CZE); 25.-26. Eva Linhartová (CZE); 51.-57. Marek Havlík (CZE); 51.-57. Marcel Toman (CZE); 64. Tomáš Sedláček (CZE); 73 mužů a 39 žen
- 1991, Frankfurt (Německo): 1. François Legrand (FRA) a Susi Good (SUI); 20. Marek Havlík (CZE); 29.-33. Barbara Stránská (CZE); 39.-40. Marcel Toman (CZE); 53.-54. Jindřich Hudeček (CZE); 69 mužů a 33 žen
- 1989: ---

#### rychlost
- 2016, Paříž (Francie):
- 2014, Gijon (Španělsko): 1. Danijil Boldyrev (UKR) /nový světový rekord 5.60 s ve finále/ a 1. Alina Gajdamakinová (RUS); ve finálové šestnáctce 8. Libor Hroza (CZE); 31. Petr Burian (CZE); 33. Andrea Pokorná (CZE); 38 závodníků a 35 závodnic[22]
- 2012, Paříž (FRA): 1. Čung Čchi-sin (CHN) a Julija Levočkinová (RUS); 2. Libor Hroza (CZE).[29]
- 2011, Arco (Itálie): 1. Čung Čchi-sin (CHN) a Marija Krasavinová (RUS); 5. Libor Hroza (CZE)
- 2009, Xining (Čína): (na 15m trati) 1. ?? a He Cuilian (CHN) nový světový rekord 9.04 s; 6. Libor Hroza (CZE); 14. Lucie Hrozová (CZE)
- 2009, Xining (Čína): (na 10m trati) 1. Čung Čchi-sin (CHN) /čas 4.20 s/ a He Cuilian (CHN) /čas 5.31 s/; 8. Libor Hroza (CZE); 16. Lucie Hrozová (CZE)
- 2007, Avilés (Španělsko): 1. Čung Čchi-sin (CHN) a Taťjana Rujgová (RUS); 8. Libor Hroza; 37. Martin Stráník (CZE); 53.-70. Tomáš Mrázek (CZE); celkem 70 závodníků a 39 závodnic (Martin a Tomáš se účastnili kvůli hodnocení trojkombinace)
- 2005, Mnichov (Německo): 1. Jevgenij Vajcechovskij (RUS) a Olena Repko (UKR); 12. Libor Hroza (CZE); 18.-23. Eliška Karešová (CZE);  45 mužů a 23 žen
- 2003, Chamonix (Francie): 1. Maxim Stěnkovyj (UKR) a Olena Repko (UKR); 18 mužů a 15 žen
- 2001, Winterthur (Švýcarsko): 1. Maxim Stěnkovyj (UKR) a Olena Repko (UKR); 17. Petr Solanský (CZE); 20 mužů a 12 žen
- 1999, Birmingham (GBR): 1. Vladimir Zacharov (UKR) a Olga Zacharovová (UKR); 37 mužů a 29 žen
- 1997, Paříž (Francie): 1. Daniel Andrada Jimenez (ESP) a 1. Taťjana Rujgová (RUS); 5.-8. Jitka Kuhngaberová (CZE); 12. Eva Smejkalová (CZE); 16. Alexandra Holková (CZE); 19. Pavel Kořán (CZE); 24. Milan Benian (CZE); 43 mužů a 23 žen
- 1995, Ženeva (Švýcarsko): 1. Andrej Vedenmeer (UKR) a Natalie Richer (FRA); 2. Milan Benian (CZE); 20. Pavel Kořán (CZE); 22 mužů a 11 žen
- 1993, Innsbruck (Rakousko): 1. Vladimir Něcvetajev (RUS) a Olga Bibiková (RUS); 21 mužů a 9 žen, bez české účasti
- 1991, Frankfurt (Německo): 1. Hans Florine (USA) a Isabelle Dorsimond (BEL); 21 mužů a 10 žen, bez české účasti

- 1989: ---

#### bouldering
- 2016, Paříž (Francie):
- 2014, Mnichov (Německo): 1. Adam Ondra (CZE) a Juliane Wurmová (GER); ve finálové dvacítce 15.-16. Martin Stráník (CZE), který byl pátý v kvalifikaci; 47.-48. Petra Růžičková (CZE), 51.-52. Silvie Rajfová, 53.-54. Štěpán Stráník (CZE), 53.-54. Dominika Dupalová, 69.-70. Jan Chvála, 77.-80. Nelly Kudrová, 100. Petr Handlíř; z celkem 112 závodníků[30]
- 2012, Paříž (Francie) bouldering: 1. Dmitrij Šarafutdinov (RUS) a Mélanie Sandoz (FRA); 41.-42. Jan Jeliga (CZE), 49.-50. Ondřej Nevělík, 51.-52. Martin Stráník; 39.-40. Petra Růžičková (CZE), 41.-42. Karolína Nevělíková (CZE), 43.-44. Silvie Rajfová (CZE).[31]
- 2011, Arco (Itálie): 1. Dmitrij Šarafutdinov (RUS); 2. Adam Ondra (CZE), 7. Martin Stráník (CZE), 43.-45. Ondřej Nevělík (CZE)[32][33]
- 2009, Xining (Čína): 1. Alexej Rubcov (RUS) a Julija Abramčuková (RUS)
- 2007, Avilés (Španělsko): 1. Dmitry Sharafutdinov (RUS) a Anna Stöhr (AUT); 2. Martin Stráník (CZE); 13.-14. Silvie Rajfová (CZE); 33. Tomáš Mrázek (CZE); 34.-36. Jakub Hláček (CZE); 35.-38. Helena Lipenská (CZE); 54. Jan Zbranek (CZE); 81. Radovan Souček (CZE); 87. Jiří Přibil (CZE); závodilo 131 mužů a 77 žen
- 2005, Mnichov (Německo): 1. Salavat Rachmetov (RUS) a Olga Šalagina (UKR); 3. Věra Kotasová-Kostruhová (CZE); 9. Tomáš Mrázek (CZE); 30.-31. Jiří Přibil (CZE); 32. Helena Lipenská (CZE); 51.-52. Nelly Kudrová (CZE); závodilo 112 mužů a 79 žen
- 2003, Chamonix (Francie): 1. Christian Core (ITA) a Sandrine Levet (FRA); 36.-37. Radovan Souček (CZE); 47.-48. Jiří Přibil (CZE); 6. Věra Kotasová-Kostruhová (CZE); 24. Helena Lipenská (CZE); 76 mužů a 39 žen
- 2001, Winterthur (Švýcarsko): 1. Mauro Calibani (ITA) a Myriam Motteau (FRA); 11. Helena Lipenská (CZE); 31. Radovan Souček (CZE); 52.-55. Jiří Lautner (CZE); závodilo 55 mužů a 30 žen
- 1999: ---

#### ledolezení (obtížnost)
- 2015, Rabenstein (Itálie): 1. Maxim Tomilov (RUS) a WoonSeon Shin (KOR); 50 mužů a 27 žen
- 2013, Cheongsong (Korea): 1. Alexey Tomilov (RUS) a Angelika Rainer (ITA); 5. Lucie Hrozová (CZE); 18. Mirek Matějec (CZE); 61 mužů a 34 žen
- 2011, Busteni (Rumunsko): 1. Hee Yong Park (KOR) a Angelika Rainer (ITA); 4. Lucie Hrozová (CZE); 31 mužů a 22 žen

#### ledolezení (rychlost)
- 2015, Kirov (Rusko): 1. Alexey Vagin (RUS) a Ekaterina Koshcheeva (RUS); 47 mužů a 31 žen
- 2013, 1. a ;  ? mužů a ? žen
- 2011, Kirov (Rusko): 1. Pavel Guljajev (RUS) a Maria Tolokonina (RUS); 28 mužů a 20 žen

### Světový pohár v závodním lezení
- body za jednotlivé světové poháry získává zpravidla první třicítka závodníků v jednotlivých kolech
| Umístění | 1   | 2  | 3  | 4  | 5  | 6  | 7  | 8  | 9  | 10 | 11 | 12 | 13 | 14 | 15 | 16 | 17 | 18 | 19 | 20 | 21 | 22 | 23 | 24 | 25 | 26 | 27 | 28 | 29 | 30 |
| -------- | --- | -- | -- | -- | -- | -- | -- | -- | -- | -- | -- | -- | -- | -- | -- | -- | -- | -- | -- | -- | -- | -- | -- | -- | -- | -- | -- | -- | -- | -- |
| Body     | 100 | 80 | 65 | 55 | 51 | 47 | 43 | 40 | 37 | 34 | 31 | 28 | 26 | 24 | 22 | 20 | 18 | 16 | 14 | 12 | 10 | 9  | 8  | 7  | 6  | 5  | 4  | 3  | 2  | 1  |

#### obtížnost
- 2015: 1. Adam Ondra (CZE) a Mina Markovič (SLO); 34.-35. Iva Vejmolová (CZE); 55.-56. Martin Jech (CZE); 68 bodovaných mužů a 60 žen, 6+1 závodů[34]
- 2014: 1. Jakob Schubert (AUT) a Kim Ča-in (KOR) ; 3. Adam Ondra (CZE); 78 bodovaných mužů a 84 žen
- 2013: 1. Sači Amma (JPN) a Kim Ča-in (KOR); 11. Adam Ondra (CZE); 84 bodovaných mužů a 78 žen
- 2012: 1. Sači Amma (JPN) a Mina Markovič (SLO); 87 bodovaných mužů a 87 žen
- 2011: 1. Jakob Schubert (AUT) a Mina Markovič (SLO); 57.-58. Adam Ondra (CZE); 77.-78. Tereza Svobodová (CZE); 108 bodovaných mužů a 88 žen
- 2010: 1. Ramón Julián Puigblanque (ESP) a Kim Ča-in (KOR); 3. Adam Ondra (CZE); 72 bodovaných mužů a 61 žen[35]
- 2009: 1. Adam Ondra (CZE) a Johanna Ernst (AUT); 16. Tomáš Mrázek (CZE); 32.-34. Nelly Kudrová (CZE); 42.-43. Lucie Hrozová (CZE); 43.-44. Martin Stráník (CZE); 52. Soňa Hnízdilová (CZE); 70 bodovaných mužů a 54 žen
- 2008: 1. Jorg Verhoeven (NED) a Johanna Ernst (AUT); 2. Tomáš Mrázek (CZE); 64.-66. Nelly Kudrová (CZE); 70 bodovaných mužů a 66 žen
- 2007: 1. Patxi Usobiaga Lakunza (ESP) a Maja Vidmar (SLO); 3. Tomáš Mrázek (CZE); 40.-42. Martin Stráník (CZE); 80.-84. Soňa Hnízdilová (CZE); 99 bodovaných mužů a 84 žen
- 2006: 1. Patxi Usobiaga Lakunza (ESP) a Angela Eiter (AUT); 3.-4. Tomáš Mrázek (CZE); 22. Martin Stráník (CZE); 26.-27. Silvie Rajfová (CZE); 97.-100. Nelly Kudrová (CZE); 99 bodovaných mužů a 103 žen
- 2005: 1. Flavio Crespi (ITA) a Angela Eiter (AUT); 8. Tomáš Mrázek (CZE); 42.-44. Silvie Rajfová (CZE); 46.-49. Soňa Hnízdilová (CZE); 69.-73. Lucie Rajfová (CZE); 89.-92. Nelly Kudrová (CZE); 99 bodovaných mužů a 95 žen
- 2004: 1. Tomáš Mrázek (CZE) a Angela Eiter (AUT); 19. Tereza Kysilková (CZE); 49.-50. Lucie Hrozová (CZE); 49.-50. Nelly Kudrová (CZE); 51.-52. Helena Lipenská (CZE); 63.-66. Kateřina Chudobová (CZE); 77.-79. Jan Zbranek (CZE); 91.-93. Martina Glaserová (CZE); 83 bodovaných mužů a 97 žen[36]
- 2003: 1. Alexandre Chabot (FRA) a Muriel Sarkany (BEL); 6. Tomáš Mrázek (CZE); 16. Tereza Kysilková (CZE); 21. Soňa Hnízdilová (CZE); 59.-60. Lucie Rajfová (CZE); 61.-63. Helena Lipenská (CZE); 77.-79. Martin Fojtík (CZE); 99 bodovaných mužů a 94 žen
- 2002: 1. Alexandre Chabot (FRA) a Muriel Sarkany (BEL); 2. Tomáš Mrázek (CZE); 50.-54. Sylvie Nagyová (CZE); 68.-72. Věra Kotasová-Kostruhová (CZE); 73.-75. Lenka Trnková (CZE); 78 bodovaných mužů a 75 žen
- 2001: 1. Alexandre Chabot (FRA) a Muriel Sarkany (BEL); 3. Tomáš Mrázek (CZE); 24. Věra Kotasová-Kostruhová (CZE); 30.-32. Lenka Trnková (CZE); 65 bodovaných mužů a 65 žen
- 2000: 1. Júdži Hirajama (JPN) a Liv Sansoz (FRA); 21.-23. Věra Kotasová-Kostruhová (CZE); 23. Tomáš Mrázek (CZE); 28.-29. Lenka Trnková (CZE); 44.-48. Jitka Kuhngaberová (CZE); 53.-55. Marek Havlík (CZE); 54.-58. Sylvie Nagyová (CZE); 60 bodovaných mužů a 58 žen
- 1999, ( , Lipsko, Besancon, ): 1. François Petit (FRA) a Muriel Sarkany (BEL); 18. Marek Havlík (CZE); 20. Michal Ciencala (CZE); 22.-23. Věra Kotasová-Kostruhová (CZE); 29.-30. Jitka Kuhngaberová (CZE); 40. Simona Ulmonová (CZE); 47. Zdeněk Resch (CZE); 49. Lenka Trnková (CZE); 53.-54. Barbara Stránská (CZE); 54.-56. Pavel Kořán (CZE); 60 bodovaných mužů a 54 žen
- 1998: 1. Júdži Hirajama (JPN) a Liv Sansoz (FRA); 23.-24. Michal Ciencala (CZE); 28.-29. Barbara Stránská (CZE); 33. Jan Kareš (CZE); 43. Jitka Kuhngaberová (CZE); 44. Pavel Kořán (CZE); 44.-45. Simona Ulmonová (CZE); z celkem 45 bodovaných mužů a 45 bodovaných žen
- 1997: 1. François Legrand (FRA) a Muriel Sarkany (BEL); 24. Milan Benian (CZE); 36. Jitka Kuhngaberová (CZE); 36.-37. Marek Havlík (CZE); 41.-42. Alexandra Holková (CZE); 43. Michaela Drlíková (CZE); 58.-59. Pavel Kořán (CZE); z celkem 63 bodovaných mužů a 55 bodovaných žen[37]
- 1996: 1. Arnaud Petit (FRA) a Liv Sansoz (FRA); SP bez českých semifinalistů; z celkem 52 bodovaných mužů a 50 bodovaných žen
- 1995: 1. François Petit (FRA) a Robyn Erbesfield (USA); 30. Barbara Stránská (CZE); 32.-33. Pavel Kořán (CZE); 43.-44. Milan Benian (CZE); 60 bodovaných mužů a 53 žen
- 1994: 1. François Lombard (FRA) a Robyn Erbesfield (USA); 25. Barbara Stránská (CZE); 29.-30. Eva Linhartová (CZE); 49.-51. Milan Benian (CZE); 54 bodovaných mužů a 53 žen
- 1993: 1. François Legrand (FRA) a Robyn Erbesfield (USA); 41.-45. Stanislava Brazinová (CZE); 41.-45. Eva Linhartová (CZE); 47.-48. Barbara Stránská (CZE); 54.-57. Marek Havlík (CZE); 69 bodovaných mužů a 69 žen
- 1992: 1. François Legrand (FRA) a Robyn Erbesfield (USA); 67 bodovaných mužů a 74 žen
- 1991: 1. François Legrand (FRA) a Isabelle Patissier (FRA); 24. Jindřich Hudeček (CZE); 62.-68. Daniela Vanharová (CZE); 69.-72. Barbara Stránská (CZE); 78.-82. Ivana Čadová (CZE); 80 bodovaných mužů a 82 žen
- 1990: ---

#### rychlost
- 2015: 1. Čung Čchi-sin (CHN) a Marija Krasavinová (RUS); 2. Libor Hroza (CZE); 56 bodovaných mužů a 42 žen
- 2014: 1. Danijil Boldyrev (UKR) a Marija Krasavinová (RUS); 2. Libor Hroza (CZE); 53.-54. Andrea Pokorná (CZE); 71. Petr Burian (CZE); 73 bodovaných mužů a 59 žen
- 2013: 1. Stanislav Kokorin (RUS) a Alina Gajdamakinová (RUS); 2. Libor Hroza (CZE); 55.-58. Jan Kříž (CZE); 72 bodovaných mužů a 54 žen
- 2012: 1. Stanislav Kokorin (RUS) a Alina Gajdamakinová (RUS); 7. Libor Hroza (CZE); 29. Jan Kříž (CZE); 45. Eva Křížová (CZE); 46 bodovaných mužů a 45 žen
- 2011: 1. Lukasz Swirk (POL) a Edita Ropek (POL); 5. Libor Hroza (CZE); 45. Anna Wágnerová (CZE); 58. bodovaných mužů a 50 žen
- 2010: 1. Stanislav Kokorin (RUS) a Julija Levočkinová (RUS); 3. Libor Hroza (CZE); 69 bodovaných mužů a 44 žen
- 2009: 1. Sergej Sinicyn (RUS) a Edita Ropek (POL); 4. Libor Hroza (CZE); 14.-15. Lucie Hrozová (CZE); 27. Martin Šifra (CZE); 35 bodovaných mužů a 28 žen
- 2008: 1. Jevgenij Vajcechovskij (RUS) a Edita Ropek (POL); 16.-17. Libor Hroza (CZE); 21. Lucie Hrozová (CZE); 63 bodovaných mužů a 51 žen
- 2007: 1. Sergej Sinicyn (RUS) a Taťjana Rujgová (RUS); 7. Libor Hroza (CZE); 14. Eliška Karešová (CZE); 21. Jiří Švácha (CZE); 35.-38. Jakub Hejl (CZE); 37.-38. Lucie Hrozová (CZE); 52.-53. Tomáš Mrázek (CZE); 64 bodovaných mužů a 46 žen
- 2006: 1. Jevgenij Vajcechovskij (RUS) a Taťjana Rujgová (RUS); 9. Libor Hroza (CZE); 13. Lucie Hrozová (CZE); 25. Jiří Švácha (CZE); 27.-29. Eliška Karešová (CZE); 77 bodovaných mužů a 42 žen
- 2005: 1. Jevgenij Vajcechovskij (RUS) a Anna Stenkovaja (RUS); 6. Libor Hroza (CZE); 15. Eliška Karešová (CZE); 20. Jiří Švácha (CZE); 26.-30. Lucie Hrozová (CZE); 39. Martina Glaserová (CZE); 62 bodovaných mužů a 41 žen
- 2004: 1. Sergej Sinicyn (RUS) a Taťjana Rujgová (RUS); 11. Libor Hroza (CZE); 10.-11. Eliška Karešová (CZE); 15.-16. Jiří Švácha (CZE); 28 bodovaných mužů a 26 žen
- 2003: 1. Tomasz Oleksy (POL) a Valentina Yurina (RUS); 50 bodovaných mužů a 27 žen
- 2002: 1. Alexandr Pěšechonov (RUS) a Olena Repko (UKR); 64 bodovaných mužů a 29 žen
- 2001: 1. Maxim Stěnkovyj (UKR) a Olga Zacharovová (UKR); 27 bodovaných mužů a 15 žen
- 2000: 1. Andrej Vedenmeer (UKR) a Olena Repko (UKR); 10. Lenka Trnková (CZE); 20. Věra Kotasová-Kostruhová (CZE); 30 bodovaných mužů a 20 žen
- 1999: 1. Tomasz Oleksy (POL) a Olga Zacharovová (UKR); 9. Lenka Trnková (CZE); 26. Jitka Kuhngaberová (CZE); 48 bodovaných mužů a 27 žen
- 1998: 1. Andrej Vedenmeer (UKR) a Olga Zacharovová (UKR); 17 bodovaných mužů a 9 žen
- 1997: ---

#### bouldering
- 2015: 1. Čon Džong-won (KOR) a Akijo Noguči (JPN); 3. Adam Ondra (CZE); 14. Martin Stráník (CZE); 60. Petra Růžičková (CZE); 64 bodovaných mužů a 65 žen
- 2014: 24. Adam Ondra (CZE); 99 bodovaných mužů a žen
- 2013: 1. Dmitrij Šarafutdinov (RUS) a Anna Stöhr (AUT); 61.-63. Jan Chvála (CZE); 71.-76. Karolína Nevělíková (CZE); 72.-76. Martin Stráník (CZE); 95 bodovaných mužů a 95 žen
- 2012: 1. Rustam Gelmanov (RUS) a Anna Stöhr (AUT); 31. Martin Stráník (CZE); 47.-49. Nelly Kudrová (CZE); 65.-67. Silvie Rajfová (CZE); 70.-72. Petra Růžičková (CZE); 75 bodovaných mužů a 72 žen
- 2011: 1. Kilian Fischhuber (AUT) a Anna Stöhr (AUT); 38. Martin Stráník (CZE); 41.-43. Petra Růžičková (CZE); 52.-54. Karolína Nevělíková (CZE); 60.-63. Ondřej Nevělík (CZE) 90 bodovaných mužů a 103 žen
- 2010: 1. Adam Ondra (CZE) a Akijo Noguči (JPN); 46.-47. Silvie Rajfová (CZE); 84 bodovaných mužů a 67 žen
- 2009: 1. Kilian Fischhuber (AUT) a Akijo Noguči (JPN); 15. Adam Ondra (CZE); 44. Silvie Rajfová (CZE); 71.-73. Martin Stráník (CZE); 73 bodovaných mužů a 69 žen
- 2008: 1. Kilian Fischhuber (AUT) a Anna Stöhr (AUT); 11. Silvie Rajfová (CZE); 21. Martin Stráník (CZE); 40.-42. Helena Lipenská (CZE); 42.-44. Tomáš Mrázek (CZE); 87.-92. Nelly Kudrová (CZE); 93 bodovaných mužů a 92 žen
- 2007: 1. Kilian Fischhuber (AUT) a Juliette Danion (FRA); 5. Silvie Rajfová (CZE); 9. Tomáš Mrázek (CZE); 23. Helena Lipenská (CZE); 34. Martin Stráník (CZE); 41.-42. Nelly Kudrová (CZE); 55.-57. Dominika Dupalová (CZE); 67.-70. Anna Čermáková (CZE); 76. Jakub Hlaváček (CZE); 77 bodovaných mužů a 70 žen
- 2006: 1. Jérôme Meyer (FRA) a Olga Bibiková (RUS); 6. Tomáš Mrázek (CZE); 11. Helena Lipenská (CZE); 20. Silvie Rajfová (CZE); 82 bodovaných mužů a 77 žen
- 2005: 1. Kilian Fischhuber (AUT) a Sandrine Levet (FRA); 16. Helena Lipenská (CZE); 34. Jiří Přibil (CZE); 49.-50. Jakub Hlaváček (CZE); 61 bodovaných mužů a 63 žen
- 2004: 1. Daniel Du Lac (FRA) a Sandrine Levet (FRA); 22.-24. Helena Lipenská (CZE); 79 bodovaných mužů a 72 žen
- 2003: 1. Jérôme Meyer (FRA) a Sandrine Levet (FRA); 5. Věra Kotasová-Kostruhová (CZE); 34. Radovan Souček (CZE); 82 bodovaných mužů a 65 žen
- 2002: 1. Christian Core (ITA) a Nataliya Perlova (UKR); 6. Věra Kotasová-Kostruhová (CZE); 23.-25. Helena Lipenská (CZE); 51 bodovaných mužů a 48 žen
- 2001: 1. Jérôme Meyer (FRA) a Sandrine Levet (FRA); 28.-31. Radovan Souček (CZE); 18. Helena Lipenská (CZE); 19. Věra Kotasová-Kostruhová (CZE); 44.-45. Lenka Trnková (CZE); 69 bodovaných mužů a 65 žen
- 2000: 1. Pedro Pons (ESP) a Sandrine Levet (FRA); 5. Věra Kotasová-Kostruhová (CZE); 38.-42. Marek Havlík (CZE); 73.-77. Tomáš Mrázek (CZE); 78 bodovaných mužů a 77 žen
- 1999, (Benasque/ESP, Val d'Isere/FRA, Chamonix/FRA, Bardonecchia/ITA, Cortina/ITA, Grenobel/FRA): 1. Christian Core (ITA) a Stéphanie	Bodet (FRA); 15. Věra Kotasová-Kostruhová (CZE); 51.-54. Radovan Souček (CZE); 71 bodovaných mužů a 59 žen
- 1998: ---

#### ledolezení (obtížnost)
- 2015: 1. Maxim Tomilov (RUS) a Angelika Rainer (ITA); 76 bodovaných mužů a 68 žen[38]
- 2014: 1. Maxim Tomilov (RUS) a Maria Tolokonina (RUS); 6. Lucie Hrozová (CZE); 15. Martina Kratochvílová (CZE); 28. Jan Straka (CZE); 66.-67. Radek Lienerth (CZE); 70 bodovaných mužů a 60 žen
- 2013: 1. Heeyong Park (KOR) a Maria Tolokonina (RUS); 4. Lucie Hrozová (CZE); 34.-35. Mirek Matějec (CZE); 38.-41. Radek Lienerth (CZE); 65 bodovaných mužů a 53 žen
- 2012: 1. Maxim Tomilov (RUS) a Angelika Rainer (ITA); 4. Lucie Hrozová (CZE); 23. Mirek Matějec (CZE); 74 bodovaných mužů a 48 žen
- 2011: 1. Yong Park Hee (KOR) a Anna Gallyamova (RUS); 2. Lucie Hrozová (CZE); 65 bodovaných mužů a 56 žen
- 2010: 1. Markus Bendler (AUT) a Anna Gallyamova (RUS); 5. Lucie Hrozová (CZE); 44.-49. Lukáš Pálka (CZE); 56 bodovaných mužů a 32 žen
- 2009: 1. Markus Bendler (AUT) a Maria Tolokonina (RUS); 4. Lucie Hrozová (CZE); 48 bodovaných mužů a 24 žen
- 2008: 1. Simon Anthamatten (SUI) a Jenny Lavarda (ITA); 11. Lucie Hrozová (CZE); 13. Silvie Rajfová (CZE); 15. Jitka Mázlová (CZE); 30.-31. Stanislav Hovanec (CZE); 39.-42. Jiří Pelikán (CZE); 45 bodovaných mužů a 27 žen
- 2007: 1. Evgeny Krivosheitsev (UKR) a Jenny Lavarda (ITA); 19. Jiří Pelikán (CZE); 31.-34. Stanislav Hovanec (CZE); 54 bodovaných mužů a 28 žen
- 2006: 1. Harry Berger (AUT) a Ines Papert (GER); 14. Jiří Pelikán (CZE); 16.-17. Jitka Mázlová (CZE); 20.-21. Jarolsava Melounová (CZE); 21. Jan Doudlebský (CZE); 29.-32. Martin Louda (CZE); 34.-39 Dušan Janák (CZE); 48.-51. Jiří Slabý (CZE); 48.-51. Andrej Kolařík (CZE); 79. Stanisalv Hovanec (CZE); 86 bodovaných mužů a 29 žen
- 2005: chybí údaje
- 2004:
- 2003:
- 2002:
- 2001:
- 1999/2000: Will Gadd (CAN) a Kim Czizmazia (CAN) [39]

#### ledolezení (rychlost)
- 2015: 1. Nikolay Kuzovlev (RUS) a Ekaterina Feoktistova (RUS); 25. Milan Dvořáček (CZE); 84 bodovaných mužů a 52 žen
- 2014: 1. Nikolay Kuzovlev (RUS) a Maryam Filippova (RUS); 64 bodovaných mužů a 38 žen
- 2013: 1. Egor Trapeznikov (RUS) a Julia Oleynikova (RUS); 57. Mirek Matějec (CZE); 69 bodovaných mužů a 30 žen
- 2012: 1. Kirill Kolchegoshev (RUS) a Maryam Filippova (RUS); 20. Milan Dvořáček (CZE); 25. Mirek Matějec (CZE); 56.-59. Petr Adámek (CZE); 74 bodovaných mužů a 34 žen
- 2011: 1. Pavel Batushev (RUS) a Maria Tolokonina (RUS); 14. Lucie Hrozová (CZE); 41.-43 Mirek Matějec (CZE); 53 bodovaných mužů a 36 žen
- 2010: 1. Pavel Gulyaev (RUS) a Nadezda Shubina (RUS); 16.-17. Lucie Hrozová (CZE); 22. Mirek Matějec (CZE); 42 bodovaných mužů a 28 žen
- 2009: 1. Pavel Gulyaev (RUS) a Maria Tolokonina (RUS); 37 bodovaných mužů a 11 žen
- 2008: Matevz Vukotic (SLO) a Maria Tolokonina (RUS); 11. Jitka Mázlová (CZE); 12. Silvie Rajfová (CZE); 13. Lucie Hrozová (CZE); 15.-16. Jiří Pelikán (CZE); 28 bodovaných mužů a 13 žen
- 2007: 1. Alexander Matveev (RUS) a Maria Shabalina (RUS); 33 bodovaných mužů a 7 žen
- 2006: 1. Maxim Vlasov (RUS) a Julia Oleynikova (RUS); 24. Jiří Pelikán (CZE); 28.-29. Martin Louda (CZE); 33.-38. Jiří Slabý (CZE); 49 bodovaných mužů a 15 žen
- 2005: chybí údaje
- 2004:
- 2003:
- 2002:
- 2001: ---

### Mistrovství Evropy

#### obtížnost
- 2015, Chamonix (Francie): 1. Ramón Julián Puigblanque (ESP) a Mina Markovič (SLO); 2. Adam Ondra (CZE); 22. Iva Vejmolová (CZE); 38. Tereza Svobodová (CZE); 39. Gabriela Vrablíková (CZE); 43. Tomáš Binter ml. (CZE); 54. Martin Jech (CZE); 56. Jan Zíma (CZE); 59 mužů a 43 žen
- 2013, Chamonix (Francie): 1. Romain Desgranges (FRA) a Dinara Fachritdinovová (RUS); 38. Tereza Svobodová (CZE); 42.-43. Jana Vincourková (CZE); 45. Tomáš Binter ml. (CZE); 46. Michal Rožek (CZE); 48. Martin Jech (CZE); 49 mužů a 45 žen
- 2011–2012 pouze MS (příprava na Olympiádu)
- 2010, Imst/Innsbruck (Rakousko): 1. Ramón Julián Puigblanque (ESP) a Angela Eiter (AUT); 2. Adam Ondra (CZE)
- 2008, Paříž (Francie): 1. Patxi Usobiaga Lakunza (ESP) a Johanna Ernst (AUT); 2. Tomáš Mrázek (CZE); 29.-31. Martin Stráník (CZE); 48.-50. Petr Resch (CZE); 29.-30. Lucie Hrozová (CZE); 33.-34. Silvie Rajfová (CZE)[40]
- 2006, Ekataringurg (Rusko): 1. David Lama (AUT) a Charlotte Durif (FRA); 10.-11. Tomáš Mrázek (CZE); 25.-26. Martin Stráník (CZE); 21. Silvie Rajfová (CZE)
- 2004, Lecco (Itálie): 1. Ramón Julián Puigblanque (ESP) a Bettina Schöpf (AUT); 7. Tomáš Mrázek (CZE); 30.-33. Jan Zbranek (CZE); 24. Nelly Kudrová (CZE); 25. Tereza Kysilková (CZE); 26. Helena Lipenská (CZE)
- 2002, Chamonix (Francie): 1. Alexandre Chabot (FRA) a Chloé Minoret (FRA); 2. Tomáš Mrázek (CZE); 28. Sylvie Nagyová (CZE); 31. Helena Lipenská (CZE); 33.-36. Lenka Trnková (CZE); 45. Radim Nosek (CZE); 55.-59. Tomasz Doubravsk (CZE); 63 mužů a 47 žen
- 2000, Mnichov (Německo): 1. Alexandre Chabot (FRA) a Katrin Sedlmayer (GER); 21.-22. Věra Kotasová-Kostruhová (CZE); 21.-22. Lenka Trnková (CZE); 28.-29. Jitka Kuhngaberová (CZE); 38. Sylvie Nagyová (CZE); 39.-46. Tomáš Mrázek (CZE); 54. Marek Havlík (CZE); 55.-56. Jakub Hlaváček (CZE); 62 mužů a 52 žen
- 1998, Nürnberg (Německo): 1. Ian Vickers (GBR) a Muriel Sarkany (BEL); 24. Michaela Drlíková (CZE); 28. Pavel Kořán (CZE); 29.-30. Milan Benian (CZE); 29.-31. Simona Ulmonová (CZE); 38. Jan Kareš (CZE)[41]; 44.-45. Alexandra Holková (CZE); 47.-49. Marek Havlík (CZE); 63 mužů a 49 žen
- 1996, Paříž (Francie): 1. Arnaud Petit (FRA) a Liv Sansoz (FRA); 18. Barbara Stránská (CZE); 31.-32. Jitka Kuhngaberová (CZE); 39.-42. Pavel Kořán (CZE); 53.-56. Tomáš Pilka (CZE); 57.-60. Marek Havlík (CZE); 62. Roman Štefánek (CZE); 63 mužů a 39 žen
- 1994 ---
- 1992, Frankfurt (Německo): 1. François Legrand (FRA) a Susi Good (SUI); 20.-21. Barbara Stránská (CZE); 26.-28. Eva Linhartová (CZE); 30.-31. Stanislava Brazinová (CZE); 44.-45. Marcel Toman (CZE); 49.-50. Tomáš Sedláček (CZE); 55.-58. Marek Havlík (CZE); 64 mužů a 35 žen

- 1990: ---

#### rychlost
- 2015, Chamonix (Francie): 1. Libor Hroza (CZE) a Anouck Jaubert (FRA); 25. Petr Burian (CZE); 30 mužů a 32 žen
- 2013, Chamonix (Francie): 1. Libor Hroza (CZE) a Anna Cyganovová (RUS); 24. Jan Kříž (CZE); 41 mužů a 37 žen
- 2010, Imst/Innsbruck (Rakousko) rychlost: 1. Sergej Abdrachmanov (RUS) a Edyta Ropek (POL); 3. Libor Hroza (CZE)
- 2008, Paříž (Francie) rychlost: 1. Jevgenij Vajcechovskij (RUS) a Edita Ropek (POL); 16. Libor Hroza (CZE); 17. Martin Šifra (CZE); 4. Lucie Hrozová (CZE)
- 2006, Ekataringurg (Rusko): 1. Jevgenij Vajcechovskij (RUS) a Anna Stenkovaja (RUS); 13. Libor Hroza (CZE); 13. Eliška Karešová (CZE)
- 2004, Lecco (Itálie): 1. Alexandr Pěšechonov (RUS) a Anna Stenkovaja (RUS); 11. Libor Hroza (CZE); 17. Jiří Švácha (CZE); 10. Eliška Karešová (CZE)
- 2002, Chamonix (Francie): 1. Maxim Stěnkovyj (UKR) a Olena Repko (UKR);  17 mužů a 12 žen
- 2000, Mnichov (Německo): 1. Maxim Stěnkovyj (UKR) a Olena Repko (UKR); 12. Lenka Trnková (CZE); 17. Jitka Kuhngaberová (CZE); 23 mužů a 17 žen
- 1998, Nürnberg (Německo): 1. Tomasz Oleksy (POL) a Cecile Avezou (FRA); 11.-12. Daniel Kadlec (CZE); 20. Milan Benian (CZE); 31 mužů a 16 žen
- 1996, Paříž (Francie): 1. Andrej Vedenmeer (UKR) a Cecile Avezou (FRA); 16. Jitka Kuhngaberová (CZE); 19. Tomáš Pilka (CZE); 30. Pavel Kořán (CZE); 35. Roman Štefánek (CZE);36 mužů a 17 žen
- 1994 ---
- 1992, Frankfurt (Německo): 1. Kairat Rachmetov (KAZ) a Jelena Ovčinnikovová (USA); 4. Eva Linhartová (CZE); 5. Stanislava Brazinová (CZE); 5.-8. Tomáš Čada (CZE); 9.-12. Pavel Weisser (CZE); 13.-16. Tomáš Sedláček (CZE); 17. Marcel Toman (CZE); 28 mužů a 9 žen

- 1990: ---

#### bouldernig
- 2017,
- 2015, Innsbruck (Rakousko): 1. Jan Hojer (GER) a ; 2. Adam Ondra (CZE); 5. Martin Stráník (CZE); 27.-28. Karina Bílková (CZE); 27.-28. Petra Růžičková (CZE); 39.-40. Nelly Kudrová (CZE); 43.-44. Štěpán Stráník (CZE); 48. Daniela Kotrbová (CZE); 55.-56. Roman Kučera (CZE); 57.-58. Kateřina Zachrdlová (CZE); 74. Jakub Jedlička (CZE); 86 mužů 67 žen
- 2013, Eindhoven (Nizozemsko): 1. Kilian Fischhuber (AUT) a Anna Stöhr (AUT); 27.-28. Martin Stráník (CZE); 37.-42. Petra Růžičková (CZE); 37.-42. Silvie Rajfová (CZE); 45. Karolína Nevělíková (CZE); 45.-46. Jan Chvála (CZE); 62 závodníků a 46 závodnic
- 2010, Imst/Innsbruck (Rakousko): 1. Cédric Lachat (SUI) a Anna Stöhr (AUT); 2. Adam Ondra (CZE), 9. Silvie Rajfová (CZE);
- 2008, Paříž (Francie): 1. Jérôme Meyer (FRA) a Natalija Gros (SLO); 23.-24. Martin Stráník (CZE); 42. Jakub Hlaváček (CZE); 16. Silvie Rajfová (CZE); 35. Nelly Kudrová (CZE);
- 2007, Birmingham (Velká Británie): 1. David Lama (AUT) a Juliette Danion (FRA); 3. Tomáš Mrázek (CZE); 8. Silvie Rajfová (CZE); /opravné ME namísto zrušeného v Rusku/
- 2006, Ekataringurg (Rusko): disciplína byla zrušená pro špatné technické podmínky
- 2004, Lecco (Itálie): 1. Daniel Dulac (FRA) a Olga Bibiková (RUS); 21. Jakub Hlaváček (CZE); 37. Karel Černý (CZE); 41. Jan Zbranek (CZE); 11. Helena Lipenská (CZE); 28. Nelly Kudrová (CZE);
- 2002, Chamonix (Francie): 1. Christian Core (ITA) a Sandrine Levet (FRA); 3. Věra Kotasová-Kostruhová (CZE); 14. Jiří Přibil (CZE); 16. Helena Lipenská (CZE); 30.-31. Radovan Souček (CZE); 38.-39. Tomasz Doubravsk (CZE); 51 mužů a 28 žen

- 2000: ---

#### ledolezení (obtížnost)
- 2014, UFA (Rusko): 1. Maxim Tomilov (RUS) a Maria Tolokonina (RUS); 4. Lucie Hrozová (CZE); 40 mužů a 30 žen
- 2012, Saas Fee (Švýcarsko): 4. Lucie Hrozová (CZE); 19.-20. Mirek Matějec (CZE); 51.-52. Lukáš Pálka (CZE); 51.-52. Petr Adámek (CZE); ? mužů a ? žen

#### ledolezení (rychlost)
- 2014 UFA (Rusko): 1. Ivan Spitsyn (RUS) a Ekaterina Feoktistova (RUS); 43 mužů a 25 žen
- 2012, Saas Fee (Švýcarsko): 16. Mirek Matějec (CZE); 37. Milan Dvořáček (CZE); 45. Petr Adámek (CZE); ? mužů a ? žen

## Závody třídy Masters
- Rock Master 2015, Arco (Itálie): duel 1. Adam Ondra (CZE) a Hélène Janicot (FRA); 8 mužů a 8 žen
- Rock Master 2014, Arco (Itálie): obtížnost 1. Sači Amma (JPN) a Magdalena Röck (AUT); 12 mužů a 12 žen; rychlost 1. Libor Hroza (CZE) dvakrát překonaný světový rekord 5.76 a 5.73 s; 1. Anouck Jaubert (FRA) nejlepší čas závodu 7.95 s ve finále

- Rock Master 2013, Arco (Itálie): obtížnost 1. Ramón Julián Puigblanque (ESP) a Mina Markovič (SLO); 11 mužů a 11 žen

- Rock Master 2012, Arco (Itálie): obtížnost 1. Ramón Julián Puigblanque (ESP) a Angela Eiter (AUT); 5. Adam Ondra (CZE); 11 mužů a 10 žen
- Rock Master 2011, Arco (Itálie): duel 1. Adam Ondra (CZE) a Yana Chereshneva (RUS); 16 mužů a 16 žen
- Rock Master 2010, Arco (Itálie): duel 1. Adam Ondra (CZE) a Katharina Posch (AUT); 8 mužů a 8 žen
- Rock Master 2009, Arco (Itálie): obtížnost 1. Ramón Julián Puigblanque (ESP) a ; 3. Adam Ondra (CZE); 6. Tomáš Mrázek (CZE); 13 mužů a ? žen
- Rock Master 2008, Arco (Itálie): obtížnost 1. Patxi Usobiaga Lakunza (ESP) a Johanna Ernst (AUT); 3. Tomáš Mrázek (CZE); duel 1. Ramón Julián Puigblanque (ESP) a Johanna Ernst (AUT), 4. Tomáš Mrázek (CZE); bouldering 1. Kilian Fischhuber (AUT) a Anna Stöhr (AUT); 6. Silvie Rajfová (CZE) ze 7 žen
- Rock Master 2007, Arco (Itálie): obtížnost 1. Ramón Julián Puigblanque (ESP) a ; 3. Tomáš Mrázek (CZE); 11 mužů a ? žen
- Rock Master 2006, Arco (Itálie): obtížnost 1. Ramón Julián Puigblanque (ESP) a ; 3. Tomáš Mrázek (CZE); 14 mužů a ? žen
- Rock Master 2005, Arco (Itálie): obtížnost 1. Ramón Julián Puigblanque (ESP) a ; 2. Tomáš Mrázek (CZE); 13 mužů a ? žen
- Rock Master 2004, Arco (Itálie): obtížnost 1. Alexandre Chabot (FRA) a ; 2. Tomáš Mrázek (CZE); 12 mužů a ? žen
- Rock Master 2003, Arco (Itálie): obtížnost 1. Alexandre Chabot (FRA) a ; 2. Tomáš Mrázek (CZE); 12 mužů a ? žen
- Rock Master 2002, Arco (Itálie): obtížnost 1. Alexandre Chabot (FRA) a ; 2. Tomáš Mrázek (CZE); 12 mužů a ? žen
- Rock Master 2001, Arco (Itálie): obtížnost 1.-3. Christian Bindhammer (GER), 1.-3. Júdži Hirajama (JPN), 1.-3. Tomáš Mrázek (CZE) a Martina Čufar (SLO); 17 mužů a 11 žen
- Rock Master 2000, Arco (Itálie): obtížnost 1. Jevgenij Ovčinnikov (RUS) a ; 18 mužů
- Rock Master 1999, Arco (Itálie): obtížnost 1. Jevgenij Ovčinnikov (RUS) a Muriel Sarkany (BEL); 16 mužů a 12 žen ; bouldering Daniel Andrada Jimenez (ESP) a Elena Choumilova (RUS) 13 mužů a 9 žen; rychlost 1. Vladimir Zacharov (UKR); 17 mužů
- UIAA Masters - Rock Masters Arco (Itálie) 1998: obtížnost 1. François Legrand (FRA) a Liv Sansoz (FRA); 17 mužů a 12 žen
- UIAA Masters - Rock Masters Arco 1997: obtížnost 1. François Legrand (FRA) a Katie Brown (USA); 16 mužů a 11 žen
- UIAA Masters - Rock Masters Arco 1996: obtížnost 1. François Lombard (FRA) a Katie Brown (USA); 14 mužů a 11 žen
- UIAA Masters - Serre Chevalier 1995: 1. Arnaud Petit (FRA) a Laurence Guyon (FRA); 24 mužů a 14 žen
- UIAA Bouldering Masters - L'Argentier 1995: 1. François Petit (FRA) a Liv Sansoz (FRA); 78 mužů a 29 žen
- UIAA Masters - Rock Masters Arco 1995: 1. François Lombard (FRA) a Laurence Guyon (FRA) ; 14 mužů a 11 žen
- UIAA Rock Master 1994, Arco (Itálie): obtížnost 1. François Legrand (FRA) a Robyn Erbesfield (USA); 15 mužů a 10 žen
- UIAA Masters - L'Argentiere 1994: obtížnost 1. Salavat Rachmetov (RUS) a Lise Noel (FRA); 73 mužů a 20 žen
- UIAA Masters - Serre Chevalier 1994: obtížnost 1. François Legrand (FRA) a Jelena Ovčinnikovová (USA); 25 mužů a 12 žen
- UIAA Rock Master 1993, Arco, (Itálie): obtížnost 1. Elie Chevieux (FRA) a Susi Good (SUI); 15 mužů a 8 žen
- Masters Serre-Chevalier 1993: 1. François Petit (FRA) a Susi Good (SUI); 22 mužů a 13 žen
- Jeux de Pyrinae - Ainsa 1993: obtížnost 1. François Legrand (FRA) a Robyn Erbesfield (USA); 10 mužů a 6 žen
- UIAA Rock Master 1992, Arco (Itálie): obtížnost 1. Stefan Glowacz (GER) a Lynn Hill (USA); pozváno 16 mužů a 8 žen
- Masters Serre Chevallier 1992 (Francie): obtížnost 1. Júdži Hirajama (JPN) a Robyn Erbesfield (USA); 29 mužů a 7 žen
- Masters Chambery 1992: obtížnost 1. Stefan Glowacz (GER) a Susi Good (SUI); 27 mužů a 18 žen

## Univerzitní sport

### Akademické mistrovství ČR
- Akademické mistrovství ČR 2003
- Akademické mistrovství ČR 2006
- Akademické mistrovství ČR 2014
- Akademické mistrovství ČR 2015
- Akademické mistrovství ČR 2016

## Výsledky závodů v České republice

### Mistrovství Československé republiky
- 1989: 1. Jan Kreisinger, vítěz prvních závodů

### Mistrovství České republiky

#### obtížnost
- 1998, Praha Brumlovka: 1. Pavel Kořán a Simona Ulmonová
- 1999, Praha Brumlovka: 1. Maxim Petrenko (UKR) a Simona Ulmonová; 3. Marek Havlík; 60 mužů a 21 žen
- 2000, Praha Brumlovka: 1. Tomáš Mrázek a Věra Kotasová-Kostruhová
- 2001, Praha Brumlovka: 1. Tomáš Mrázek a Věra Kotasová-Kostruhová
- 2002, Praha: 1. Tomáš Mrázek a Silvie Rajfová[42]
- 2003, Brno: 1. Tomáš Mrázek a Tereza Kysilková
- 2004, Brno: 1. Tomáš Mrázek a Silvie Rajfová
- 2005, Brno: 1. Tomáš Mrázek a Silvie Rajfová
- 2006, Praha: 1. Tomáš Mrázek a Silvie Rajfová[43]
- 2007, Praha: 1. Tomáš Mrázek a Nelly Kudrová
- 2008, Praha: 1. Tomáš Mrázek a Lucie Hrozová
- 2009, Praha: 1. Adam Ondra a Nelly Kudrová
- 2010, Brno: 1. Martin Stráník a Edita Vopatová[44]
- 2011, Praha: 1. Adam Ondra a Tereza Svobodová
- 2012, Brno: 1. Martin Stráník a Andrea Pavlincová
- 2013, Zlín: 1. Martin Stráník a Edita Vopatová; z 29 závodníků a 9 závodnic
- 2014, Ústí nad Labem: 1. Martin Stráník a Edita Vopatová; 14 mužů a 8 žen[45]
- 2015, Písek: 1. Vojtěch Trojan a Iva Vejmolová;
- 2016,

#### rychlost
- 1999, : 1. Daniel Kadlec
- 2000, Police nad Metují: 1. Daniel Kadlec a Lenka Trnková
- 2001, Kladno: 1. Slávek Vomáčko a Eliška Karešová
- 2002, Kladno: 1. Jiří Švácha
- 2003, Kladno: 1. Libor Hroza a Eliška Karešová
- 2004, Nový Bor: 1. Libor Hroza a Eliška Karešová
- 2005, Dlouhý Most: 1. Libor Hroza a Eliška Karešová[46]
- 2006, ?
- 2007, Praha: 1. Libor Hroza a Lucie Hrozová
- 2008, Praha: 1. Libor Hroza a Lucie Hrozová
- 2009, ?
- 2010, Praha: 1. Libor Hroza a Lucie Hrozová
- 2011, Baldovec: 1. Milan Dvořáček a Eva Křížová
- 2012, Svitavy: 1. Jan Kříž a Eva Křížová
- 2013, Kladno: 1. Jan Kříž a Lucie Hrozová
- 2014, Kladno: 1. Jan Kříž a Lucie Hrozová[47]
- 2015, Kladno: 1. Jan Kříž a Andrea Pokorná

#### bouldering
- 2002, Praha (BB v Jámě, první závody): Tomáš Doubravský a Lenka Trnková[48][49]
- 2003, Brno: 1. Jakub Hlaváček a Věra Kotasová-Kostruhová[50]
- 2004, Praha (Václavské nám.): 1. Jan Zbranek a Saša Holková
- 2005, Praha (Václavské nám.): 1. Tomasz Oleksy  a Věra Kotasová-Kostruhová, 2. Martin Fojtík[51]
- 2006, Praha (Václavské nám.): 1. Jakub Hlaváček a Věra Kotasová-Kostruhová[52]
- 2007, Brno: 1. Martin Stráník a Lucie Hrozová
- 2008, Praha: 1. Martin Stráník a Věra Kotasová-Kostruhová
- 2009, Brno: 1. Martin Stráník a Nelly Kudrová
- 2010, Teplice nad Metují (park, MHFF): 1. Martin Stráník a Nelly Kudrová
- 2011, Praha: 1. Martin Stráník a Lenka Frühbauerová
- 2012, Teplice nad Metují (park, MHFF): 1. Štěpán Stráník a Nelly Kudrová
- 2013, Slaný: 1. Martin Stráník a Nelly Kudrová
- 2014, Slaný (náměstí): 1. Martin Stráník a Karina Bílková
- 2015, Ostrava: 1. Jan Chvála a Petra Růžičková
- 2016, Slaný (náměstí): Martin Stráník a Veronika Šimková

#### ledolezení (obtížnost)
- 2005, Albrechtice: 1. Dušan Janák a Milada Činčerová
- 2010, Brno (mezinárodní): 1. Juraj Švingál (SVK) a Lucie Hrozová; 2.
- 2012, Brno: 1. Alexandar Mataruga (SLO) a Barbara Zwerger (ITA); 3. Mirek Matějec; 3. Martina Kratochvílová; 44 mužů a 9 žen ze 6 zemí[53]
- 2013:
- 2014:
- 2015:

#### ledolezení (rychlost)
- 2005, Albrechtice: 1. Maťo Grajciar (SVK); 2. Jiří Pelikán

- 2012, Brno: 1. Anton Suchý (SVK) a Angelika Rainer (ITA); 2. Milan Dvořáček; 3. Martina Kratochvílová
- 2013:
- 2014:
- 2015:

### Český pohár v závodním lezení

#### obtížnost
- 1998 (Lomnice n/P, Havířov, Praha): 1. Pavel Kořán a Simona Ulmonová
- 1999: ( , Havířov, Harcov, Choceň, ) 1. Marek Havlík a Věra Kotasová-Kostruhová
- 2000 (Lomnice n. Popelkou, Havířov, Praha - Brumlovka, Choceň, Praha - Ruzyně): 1. Tomáš Mrázek a Věra Kotasová-Kostruhová
- 2001: 1. Tomáš Mrázek a Tereza Kysilková

- 2010 (Lomnice n. Popelkou, Brno, Brno): 1. Martin Stráník a Kateřina Švecová
- 2011 (Lomnice n. Popelkou, Jablonec n. Nisou, Praha, Písek): 1. Jakub Hlaváček a Lucie Hrozová
- 2012 (Lomnice n. Popelkou, Zlín, Praha, Brno): 1. Tomáš Binter ml. a Andrea Pavlincová
- 2013 (Lomnice n. Popelkou, Písek, Zlín, Zlín): 1. Tomáš Binter ml. a Jana Vincourková
- 2014 (Praha; Lomnice n. Popelkou; Svitavy; Ústí n. Labem): 1. Jan Jeliga a Jana Vincourková[54]
- 2015 (Praha, Lomnice, Kladno, Písek): 1. Tomáš Binter ml. a Iva Vejmolová

#### rychlost
- 2010:
- 2011:
- 2012:
- 2013:
- 2014:
- 2015 (Kladno, Brno, Kladno): 1. Jan Kříž a Andrea Pokorná

#### bouldering
- 2009 (Ostrava, Teplice nad Metují):
- 2010 (Praha, Teplice nad Metují, Brno): 1. Jan Chvála a Nelly Kudrová
- 2011 (Brno, Ústí nad Labem, Teplice nad Metují, Praha, Ostrava): 1. Martin Stráník a Petra Růžičková
- 2012 (Slaný, Olomouc, Teplice nad Metují, Praha): 1. Ondřej Nevělík a Petra Růžičková
- 2013 (Praha, Praha, Praha, Teplice nad Metují, Slaný): 1. Martin Stráník a Petra Růžičková
- 2014 (Praha, Praha, Praha, Teplice n. Metují, Slaný, Brno): 1. Martin Stráník a Petra Růžičková[55]
- 2015 (Lysá nad Labem, Plzeň, Praha, Teplice nad Metují, Slaný, Ostrava): 1. Martin Stráník a Petra Růžičková

### Další závody v ČR

#### Petrohradské padání (bouldering)
závody pod širým nebem v okolí města Jesenice a obcí Petrohrad, Ležky a Žihle
- 2002 (Petrohrad): 1.
- 2003 (Petrohrad): 1. Rostislav Štefánek
- 2004 (Petrohrad): 1. Andrej Chrastina a Zuzka Ulrichová
- 2005 (Petrohrad): 1.
- 2006 (Petrohrad): 1.
- 2007 (Petrohrad): 1. Adam Ondra a Nelly Kudrová
- 2008 (Petrohrad): 1. Adam Ondra a Katarína Fickuliaková (SVK)[56]
- 2009 (Petrohrad): 1. Rostislav Štefánek a Katarína Fickuliaková (SVK)
- 2010 (Mlýnský vrch): 1. Adam Ondra a Agnieszka Ostrzalek (POL)
- 2011 (Petrohrad): 1.
- 2012 (Žihle): 1. Adam Ondra a Katarína Fickuliaková (SVK)
- 2013 (Žihle): 1.
- 2014 (Žihle): 1.
- 2015 (Žihle): 1. Rostislav Štefánek a Eva Uvízlová

#### Mejcup (bouldering)
závodí se současně na několika umělých stěnách v Brně
- 1996: 1. Pavel Kořán a Věra Kotasová-Kostruhová[57]
- 1997: 1. Milan Benian a ?
- 1998: 1. Milan Benian, Saša Gendová a Simona Ulmonová
- 1999: -
- 2000: 1. Marek Repčík a Helena Lipenská
- 2001: 1. Andrej Chrastina a Helena Lipenská
- 2002: 1. Jan Zbranek a Anna Čermáková
- 2003: 1. Jiří Přibil a Silvie Nagyová
- 2004: 1. Marek Leitman a Silvie Rajfová
- 2005: 1. Karel Černý a Silvie Rajfová
- 2006: 1. Adam Ondra a Silvie Rajfová
- 2007: 1. Adam Ondra a Silvie Rajfová
- 2008: 1. Adam Ondra a Katarína Fickuliaková (SVK)
- 2009: 1. Adam Ondra a Nelly Kudrová
- 2010: 1. Tomaso Greksák a Katarína Fickuliaková (SVK)
- 2011: 1. Adam Ondra a Petra Růžičková
- 2012: 1. Adam Ondra a Petra Růžičková
- 2013: 1. Martin Stráník a Petra Růžičková
- 2014: 1. Adam Ondra a Petra Růžičková
- 2015: -

## Výsledky závodů mládeže ve světě

### Mistrovství světa juniorů

#### obtížnost
- 1991: ---
- 1992, Basilej (Švýsarsko): 1. Pavel Samoiline (RUS) a Muriel Sarkany (BEL); 10. Radek Ullmann (CZE); 11. Marek Havlík (CZE); 21. Matěj Pohorský (CZE); 27. Miroslav Stoličný (CZE); 46 juniorů a 9 juniorek
- 1993: ---
- 1994, Leipzig (Německo): 1. Fabien Mazuer (FRA), 1. François Petit (FRA) a Marie Guillet (FRA); 8.-9. Romana Karešová (CZE); 15.-16. Pavel Rýva (CZE); 33 juniorů a 16 juniorek
- 1995, Laval (Francie): 1. Christian Bindhammer (GER) a Liv Sansoz (FRA); kat. junioři
- 1997, Imst (Rakousko): 1. Maksym Petrenko (UKR) a Bettina Schöpf (AUT); 12. Daniel Kadlec (CZE); 14. Lucie Potěšilová (CZE); 29. Jan Havel (CZE); 55 juniorů a 23 juniorek
- 1998, Moskva (Rusko): 1. Yves Hasbani (FRA) a Bettina Schöpf (AUT); 15. Daniel Kadlec (CZE); 34 juniorů a 19 juniorek
- 1999, Courmayeur (Itálie): 1. Flavio Crespi (ITA) a Delphine Martin (FRA); 31. Ondřej Marčík (CZE); 54 juniorů a 28 juniorek
- 2000, Amsterdam (Nizozemsko): 1. Pablo Barbero Alfonso (ESP) a Barbara Bacher (AUT); 12. Jakub Hlaváček (CZE); 14. Tomáš Mrázek (CZE); 20. Martina Kadlecová (CZE); 44. Ondřej Marčík (CZE); 62 juniorů a 28 juniorek
- 2001, Imst (Rakousko): 1. Tomáš Mrázek (CZE) a Olga Šalagina (UKR); 22. Martina Kadlecová (CZE); 26. Jakub Hlaváček (CZE); 49 juniorů a 29 juniorek
- 2002, Canteleu (Francie): 1. Cédric Lachat (SUI) a Natalija Gros (SLO); 14. Soňa Hnízdilová (CZE); 34. Petr Solanský (CZE); 51 juniorů a 33 juniorek
- 2003, Veliko Tarnovo (Bulharsko): 1. Eduard Marin Garcia (ESP) a Caroline Ciavaldini (FRA); 28. Petra Melicharová (CZE); 38. Petr Caha (CZE); 53 juniorů a 33 juniorek
- 2004, Edinburgh (Velká Británie): 1. Jorg Verhoeven (NED) a Caroline Ciavaldini (FRA); 16. Jan Zbranek (CZE); 26. Kristýna Ondrová (CZE); 56 juniorů a 35 juniorek
- 2005, Bejing (Čína): 1. Daniel Winkler (SUI) a Mina Markovič (SLO); 5. Jan Zbranek (CZE); 16. Lucie Rajfová (CZE); 56 juniorů a 44 juniorek
- 2006, Imst (Rakousko): 1. Sean McColl (CAN) a Katharina Saurwein (AUT); 21. Lucie Hrozová (CZE); 28. Eliška Karešová (CZE); 32. Štěpán Stráník (CZE); 57 juniorů a 47 juniorek
- 2007, Ibarra (Ekvádor): 1. Sači Amma (JPN) a Christine Schranz (AUT); 5. Silvie Rajfová (CZE); 15. Lucie Hrozová (CZE); 50 juniorů a 29 juniorek; 6. Martin Stráník (CZE) kat. A; 47 závodníků kat. A; 16. Edita Vopatová (CZE) kat. B; 38 závodnic kat. B
- 2008, Sydney (Austrálie): 1. Jakob Schubert (AUT) a Akijo Noguči (JPN); 3. Martin Stráník (CZE); 17. Silvie Rajfová (CZE); 36. Tereza Čermáková (CZE); 54 juniorů a 43 juniorek
- 2009, Valence (Francie): 1. Jakob Schubert (AUT) a Charlotte Durif (FRA); 8. Martin Stráník (CZE); 38. Martin Šifra; 42. Barbora Škorpilová (CZE); 45. Lukáš Skřejpek (CZE); 70 juniorů a 45 juniorek
- 2010, Edinburgh (Velká Británie): 1. Thomas Tauporn (GER) a Alexandra Ladurner (ITA); 37. Stanislav Pekárek (CZE); 38. Tomáš Binter ml. (CZE); 56. Vojtěch Ličko (CZE); 65 juniorů a 37 juniorek
- 2011, Imst (Rakousko): 1. Jure Raztresen (SLO) a Julia Serrière (FRA); 35. Tomáš Binter ml. (CZE); 39. Jan Jeliga (CZE); 44. Stanislav Pekárek (CZE); 45. Michaela Zbořilová; 46.-47. Markéta Pavlíčková (CZE); 50. Dominik Uher (CZE); 62 juniorů a 47 juniorek
- 2012, Singapur: 1.
- 2014, Noumea (Francie): 1.
- 2016, Guangzhou (Čína): 1.

#### rychlost
- 1994: ---
- 1995, Laval (Francie): 1. C. Ciudad (ESP) a Olga Bibiková (RUS); kat. junioři
- 1999: ---
- 2000: ---
- 2001, Imst (Rakousko): 1. Maxim Stěnkovyj (UKR) a Olga Šalagina (UKR); 12. Martina Kadlecová (CZE); 21. Slávek Hrkal (CZE); 24 juniorů a 16 juniorek
- 2002, Canteleu (Francie): 1. Sergej Sinicyn (RUS) a Olga Ochtchepkova (RUS); 16 juniorů a 16 juniorek
- 2003: ---
- 2004: ---
- 2005, Bejing (Čína): 1. Jevgenij Vajcechovskij (RUS) a Olga Bezhko (UKR) ; 9. Libor Hroza (CZE); 32 juniorů a 24 juniorek
- 2006, Imst (Rakousko): 1. Sean McColl (CAN) a Olga Bezhko (UKR); 4. Martin Šifra; 8. Eliška Karešová (CZE); 9. Libor Hroza (CZE); 22. Lucie Hrozová (CZE); 31. Jan Smakal (CZE); 34 juniorů a 35 juniorek
- 2007, Ibarra (Ekvádor): 1. Maksym Osipov (UKR) a Rosmery Da Silva (VEN); 7. Lucie Hrozová (CZE); 12. Silvie Rajfová (CZE); 39 juniorů a 25 juniorek; 16. Martin Stráník (CZE) kat. A; 33 závodníků kat. A; 30. Edita Vopatová (CZE) kat. B; 34 závodnic kat. B
- 2008, Sydney (Austrálie): 1. Sergej Abdrachmanov (RUS); a Julija Levočkinová (RUS); 19. Tereza Čermáková (CZE); 29.-34. Silvie Rajfová (CZE); 33 juniorů a 34 juniorek
- 2009, Valence (Francie): 1. Sergej Abdrachmanov (RUS) a Alina Gajdamakinová (RUS); 11. Martin Šifra (CZE); 44 juniorů a 27 juniorek
- 2010, Edinburgh (Velká Británie): 1. Sayat Bokanov (KAZ) a Klaudia Buczek (POL); 29. Stanislav Pekárek (CZE); 41 juniorů a 24 juniorek
- 2011, Imst (Rakousko): 1. Danijil Boldyrev (UKR) a Anna Cyganovová (RUS); 28 juniorů 21 juniorek; 22. Eva Křížová (CZE) kat. A; 23. Anna Wágnerová (CZE); 29 závodnic v kat. A
- 2012, Singapur: 1. Nikita Suyushkin (RUS) a Anouck Jaubert (FRA); 13. Eva Křížová (CZE); 31. Jan Jeliga (CZE); 35 juniorů a 20 juniorek
- 2014, Noumea (Francie): 1. Jan Kříž (CZE) a ; kat. junioři
- 2015, Arco (Itálie): 1. Georgy Artamonov (RUS); 6. Jan Kříž (CZE) kat. junioři; 6. Matěj Burian (CZE) kat. B
- 2016, Guangzhou (Čína): 1.

#### bouldering
- 2016, Guangzhou (Čína): 1.
- 2015, Arco (Itálie): 1. Čon Džong-won (KOR) a Stasa Gejo (SRB); 44.-45. Andrea Pokorná (CZE) kat. junioři
- 2014: ---
- 2013: ---
- 2012: ---

#### ledolezení (obtížnost)
- 2015, Saas-Fee (Švýcarsko): 1. Kevin Huser (SUI) a Nadezda Smirnova (RUS); 17 juniorů a 4 juniorky
- 2014, Champagny (Francie): 1. Janez Svoljak (SLO) a Martina Kratochvílová (CZE); 13 juniorů a 5 juniorek
- 2013, Saas Grund (Švýcarsko): 1. ? (?) a Petra Klinger (SUI); 2. Martina Kratochvílová (CZE) a 12. Petr Hartman (CZE); ? juniorů a ? juniorek
- 2012: ---

#### ledolezení (rychlost)
- 2015, Saas-Fee (Švýcarsko): 1. Kartashev Vladimir (RUS) a Koshcheeva Ekaterina (RUS); 13 juniorů a 4 juniorky
- 2014, Champagny (Francie): 1. Leonid Malykh (RUS) a Ekaterina Koshcheeva (RUS); 12 juniorů a 4 juniorky

### Mistrovství Evropy juniorů

#### obtížnost
- 2015, Edinburgh (Velká Británie): 1. Hannes Puman (SWE) a Jessica Pilz (AUT); 20. Veronika Scheuerová (CZE); 12. Martin Jech (CZE) kat. junioři;

14. Vojtěch Trojan (CZE), 23. Vojtěch Vlk, 30. Jan Kendík (CZE) kat. A;
7. Eliška Adamovská, 20. Lenka Slezáková, kat. B
- 2014, Edinburgh (Velká Británie): 1. Maël Bonzom (FRA) a Anak Verhoeven (BEL); 15. Tereza Svobodová (CZE); 18. Martin Jech (CZE); 22.-23. Petr Čermák (CZE); 24. Štěpán Volf (CZE); 30 juniorů a 23 juniorek;

17. Eliška Vlčková (CZE); 26. Petr Kliger (CZE); 30. Vojtěch Sedláček; 31. Jana Vincourková (CZE); 34. Jakub Dvouletý (CZE); 34. Veronika Scheuerová (CZE); 37. Jan Doseděl (CZE); kat. A;
6. Vojtěch Trojan (CZE); 9. Vojtěch Vlk (CZE), 9. Veronika Peltrámová (CZE); 22. Jan Kendík (CZE), kat. B
- 2013, Imst (Rakousko): 1. Dmitrij Fakirjanov (RUS) a Magdalena Röck (AUT); 15. Tereza Svobodová (CZE); 15.-16. Petr Čermák (CZE); 29. Michal Štěpánek (CZE); 37. Michal Petrek (CZE); 44 juniorů a 34 juniorek
- 2012, Gémozac (Francie): 1. Domen Škofic (SLO) a Magdalena Röck (AUT); 17. Roman Kučera (CZE); 24. Eva Křížová (CZE); 24 juniorů a 26 juniorek
- 2011: ---
- 2000, Ravena (Itálie): čeští medailisté, neoficiální ME

#### rychlost
- 2015, Edinburgh (Velká Británie): 1. Aleksandr Shikov (RUS) a Patrycja Chudziak (POL); 9. Jan Kříž (CZE); 13 juniorů a 13 juniorek; 1. Matěj Burian (CZE) kat. B
- 2014, Edinburgh (Velká Británie): 1. Nambot Quentin (FRA) a Nina Lach (AUT); 6. Jan Kříž (CZE) kat. junioři; 10. Matěj Burian (CZE) kat. B
- 2013, Imst (Rakousko): 1. Artem Savelyev (RUS) a Anouck Jaubert (FRA); 22 juniorů a 11 juniorek
- 2012, Gémozac (Francie): 1. Sergei Luzhetskii (RUS) a Julija Kaplinová (RUS); 11. Eva Křížová (CZE); 13. Roman Kučera (CZE); 13 juniorů a 12 juniorek; 4. Jan Kříž (CZE) kat. A; 21. Martin Jech (CZE) kat. A; 21 závodníků v kat. A
- 2011: ---
- 2000, Ravena (Itálie): čeští medailisté, neoficiální ME

#### bouldering
- 2013, Grindelwald (Švýcarsko): 1. Domen Škofic (SLO) a Karoline Sinnhuber (AUT); 40. Dominik Otto (CZE); 41 juniorů a 27 juniorek
- 2000, Ravena (Itálie): čeští medailisté, neoficiální ME

## Výsledky závodů mládeže v České republice

### MČR mládeže

#### obtížnost
- 2015

#### rychlost
- 2015, Kladno: 1. Jan Kříž a Andrea Pokorná junioři; 1. Matěj Burian kat. B

#### bouldering
- v posledních letech

### ČP mládeže
- v disciplínách obtížnost, rychlost a bouldering

### Tendon cup
- závody druhého stupně v lezení na obtížnost, dříve Lanex cup

### Překližka cup
- seriál závodů v různých disciplínách pořádaný na lezeckých stěnách v západních Čechách

### Moravský pohár mládeže
- seriál závodů v lezení na obtížnost pořádaný na Moravě